# كارين هنتز سوسمان
كارين هنتز سوسمان (بالإنجليزية: Karen Hantze Susman)‏ مواليد 11 ديسمبر 1942 في سان دييغو، الولايات المتحدة، هي لاعبة كرة مضرب أمريكية. هي إحدى بطلات الجراند سلام.

## بطولات حققتها
- بطولة ويمبلدون

## الخط الزمني للفردي
مفتاح
| ف | ن | ن.ن | ر.ن | د# | د.م | ل | أ.أ | ت | غ | ب | ف | ذ | م.خ | ل.ت |

(ف) فاز بالبطولة (ن) وصل النهائي (ن.ن) نصف النهائي (ر.ن) ربع النهائي (د#) الأدوار الأربعة الأولى (د.م) دور المجموعات (ل) شارك في كأس ديفيز (أ.أ) خرج من الأدوار الاولى (ت) خسر التصفيات التأهيلية (غ) غاب عن الحدث أو البطولة (ب) حصل على ميدالية برونزية (ف) حصل على ميدالية فضية (ذ) حصل على ميدالية ذهبية (م.خ) بطولة الماسترز خُفضت إلى مرتبة أقل (ل.ت) البطولة لم تعقد في السنة المعينة.
لتجنب الارتباك وازدواجية الحساب، يتم تحديث هذه المعلومات إما في نهاية البطولة، أو عندما تكون مشاركة اللاعب في البطولة قد انتهت.
| الدورة           | 1958  | 1959  | 1960  | 1961  | 1962  | 1963  | 1964  | 1965 – 1968 | 1969  | 1970 – 1975 | 1976  | 1977  | 1978  | 1979  | 1980  | إجمالي ف/م |
| ---------------- | ----- | ----- | ----- | ----- | ----- | ----- | ----- | ----------- | ----- | ----------- | ----- | ----- | ----- | ----- | ----- | ---------- |
| أستراليا         | غ     | غ     | غ     | غ     | غ     | غ     | غ     | غ           | غ     | غ           | غ     | غ / A | غ     | غ     | غ     | 0 / 0      |
| فرنسا            | غ     | غ     | غ     | غ     | غ     | غ     | ر.ن   | غ           | غ     | غ           | غ     | غ     | غ     | غ     | غ     | 0 / 1      |
| بطولة ويمبلدون   | غ     | غ     | ر.ن   | ر.ن   | ف     | غ     | د3    | غ           | غ     | غ           | غ     | د2    | غ     | غ     | غ     | 1 / 5      |
| الولايات المتحدة | د3    | ر.ن   | د3    | د3    | د3    | غ     | ر.ن   | غ           | د1    | غ           | د1    | غ     | غ     | د2    | د3    | 0 / 10     |
| م.ف              | 0 / 1 | 0 / 1 | 0 / 2 | 0 / 2 | 1 / 2 | 0 / 0 | 0 / 3 | 0 / 0       | 0 / 1 | 0 / 0       | 0 / 1 | 0 / 1 | 0 / 0 | 0 / 1 | 0 / 1 | 1 / 16     |

- إجمالي ف / م = إجمالي الفوز والمشاركة

## روابط خارجية
- كارين هنتز سوسمان على موقع رابطة محترفات التنس (الإنجليزية)
- كارين هنتز سوسمان على موقع الاتحاد الدولي لكرة المضرب (الإنجليزية)
- كارين هنتز سوسمان على موقع كأس بيلي جين كينغ (الإنجليزية)
- كارين هنتز سوسمان على موقع خلاصة التنس.كوم (الإنجليزية)